# برونو أركاري (ملاكم)
برونو أركاري (بالإيطالية: Bruno Arcari)‏ (مواليد 1942) هو ملاكم إيطالي، مثّل بلاده في الألعاب الأولمبية الصيفية 1964.

## روابط خارجية
برونو أركاري على موقع بوكس ريك (الإنجليزية) (registration required)
- برونو أركاري على موقع اللجنة الأولمبية الدولية (الإنجليزية)
- برونو أركاري على موقع أوليمبيديا (الإنجليزية)
- برونو أركاري على موقع CONI honoured athlete website (الإيطالية)